# Numerik Games Festival
Numerik Games Festival est un festival annuel consacré à la culture numérique, se déroulant entre août et septembre à Yverdon-les-Bains, en Suisse. Son objectif est la mise en valeur de la pratique et de la culture numérique à travers une programmation pluridisciplinaire.  

## Choix du nom
L'appellation Numerik Games Festival est pensée comme un renvoi aux Jeux olympiques (Olympic Games, en anglais), centrée autour du numérique. Contrairement à l'idée répandue, le festival n'est pas dévolu uniquement aux jeux vidéos. 

## Historique
Le Numerik Games Festival est créé en 2015 par la Maison d'Ailleurs, par l'entremise de son directeur, Marc Atallah. Son but est de montrer et d'exposer ce qu'est la culture numérique au sens large, à travers une approche à la fois intellectuelle et populaire. Une première soirée de test est organisée en 2015, et devant le succès rencontré, le festival s'étend sur trois jours à partir de 2016, avec le parrainage de la ville d'Yverdon-les-Bains et de Pro Helvetia. Dès 2019, elle adopte le slogan "La culture numérique pour tous les publics". Depuis sa création, l'identité graphique (affiches, flyers, logotype) est assurée par l'atelier de graphisme Notter+Vigne.
En 2021, à la suite d'une enquête du journal Blick, Marc Atallah est notamment accusé d'avoir gonflé le nombre de visiteurs du Numerik Games Festival. Ce dernier affirme qu'il s'agit de modifications destinées à corriger une marge d'erreur, et ne sont plus de mise depuis l'installation d'un "nouveau système administratif plus fiable. Depuis, l'État de Vaud a lancé un audit du festival, dont il finance une partie du budget.

## Éditions

### 2016
La première édition s'est tenue du 2 au 4 septembre 2016 au centre-ville d'Yverdon-les-Bains, avec une fréquentation estimée entre 4'000 et 4'500 personnes et était organisée autour de douze scènes thématiques (DJ sets, Artists, Retrograming, E-Sport, Indie Games, Cosplay, Performances, Exhibitions, Kids, Emerging Projects, Innovation Scène et Conferences). Le festival fait la part belle aux jeux vidéo suisses avec une sélection de quinze titres : 
- Blök Quest (Joël « Zapped Cow » Lauener)
- Cheat’N’Teach (I3 Game Jam Fribourg)
- Don’t Kill Her (Wuthrer)
- Eur (Sarah Bourquin, Étienne Frank & Antoine Tuloup)
- Everblind (Digital Kingdom)
- Hell’Eluya (Oniroforge)
- Looking for Imago (Aurélien Da Campo)
- Oniri Islands: Children of the River (Tourmaline)
- Opticale (Soufian Mahlouly)
- Spirit (Spirit Development Team)
- Splash Blast Panic (Elias Fahran & Kevin Peclet)
- Stonebond: The Gargoyle’s Domain (I3 Game Jam)
- Stories of Djibril (No Pain no Game)
- Yamgun (Digital Kingdom)
- We Fit (Shy Robot Games)

### 2017
La seconde édition s'est tenue du 25 au 27 août 2017 au Y-Parc (accès payant) ainsi qu'au centre-ville d'Yverdon-les-Bains, avec une fréquentation estimée à 6'500 personnes. Parmi les événements marquants, la présence sur le festival de Nintendo, la présentation d'une dizaine de jeux vidéo indépendants suisse-romands, des ateliers de FabLab ou encore la présence de Couleur 3 pour animer la scène musicale. Cette année voit la création d'une chaîne Youtube. 

### 2018
La troisième édition s'est tenue du 24 au 26 août 2018 exclusivement au Y-Parc d'Yverdon-les-Bains, avec une fréquentation estimée à 8'000 personnes. L'organisation se structure autour de catégories associées à des verbes d'actions (écouter, réfléchir, contempler, jouer, découvrir, s'immerger, danser). Cette édition voit la naissance d'un partenariat avec le festival zurichois Ludicious, consacré aux jeux vidéo, ainsi que la création d'une application mobile dédiée.

### 2019
La quatrième édition s'est tenue du 30 août au 1er septembre 2019 au Y-Parc d'Yverdon-les-Bains, avec une fréquentation estimée à 8'500 personnes, avec comme fil conducteur "la magie", organisée autour des mêmes thèmes que l'année précédente. Parmi les événements notables, deux spectacles de la compagnie de danse japonaise ENRA, une performance audiovisuelle de l'artiste Cee-Roo, un entretien avec l'auteur de science-fiction Alain Damasio ou encore des reprises symphoniques de classiques du jeu vidéo par l'Association Tale of Fantasy et le cœur du gymnase de Morges.

### 2020
La cinquième édition, initialement prévue du 28 au 30 août 2020 est annulée à la suite des décisions du conseil fédéral concernant la pandémie de coronavirus COVID-19. Une version de remplacement, gratuite et qui respecte les conditions sanitaires, est prévue du 13 au 15 novembre au centre-ville d'Yverdon-les-Bains, avec pour thématique "Les Monstres" (en lieu et place du "Cirque" qui devait marquer la version initiale). Les décisions du conseil fédéral concernant la gestion de la crise sanitaire force les organisateurs à annuler l'événement le 29 octobre 2020.

### 2021
La sixième édition s'est tenue du 27 au 29 août 2021 au centre-ville d'Yverdon-les-Bains, et reprend la thématique initiale de l'édition précédente, "le Cirque", et continue de s'organiser autour des mêmes thèmes. L'accent est davantage mis sur les représentations scéniques, avec la présence renouvelée d'Alain Damasio autour d'une performance de slam, le spectacle "Le paradoxe de Georges" du Théâtre Benno Besson ou encore "Les murmures d'Ananké" à destination du jeune public.

### 2022
La septième édition se tiendra du 26 au 28 août 2022, et aura pour thème "La musique" et sera bilingue français/allemand (toutes les conférences seront traduites en simultané, le PLV ainsi que le site web sont désormais disponibles en allemand).